# San Martín de Valdeiglesias
San Martín de Valdeiglesias est une commune d’Espagne, dans la communauté autonome de Madrid.

## Démographie
| 1900  | 1950  | 1960  | 1980  | 1990  | 2000  | 2006  | 2008  |
| ----- | ----- | ----- | ----- | ----- | ----- | ----- | ----- |
| 3 787 | 4 365 | 3 994 | 4 786 | 5 428 | 6 089 | 7 403 | 7 888 |

## Jumelages
Carbon-Blanc (France) depuis 1990